# Porto Ceresio
Porto Ceresio ist eine Gemeinde in der Provinz Varese in der Region Lombardei an einer kleinen Bucht am Luganersee gegenüber der Schweiz.

## Geografie
Die Gemeinde umfasst die Fraktionen Cà del Monte, Ronco Falcione, Monte Grumello, Monte Casolo, Poncia, Selva Piana, Case Moro und Albero di Sella. 
Porto Ceresio hat eine Fläche von 4,8 km² und eine Bevölkerungsdichte von 639,17 Einwohnern pro km². Es liegt auf 280 m ü. M. Die Höhe des Gemeindegebietes reicht von 210 m bis zu 955 m ü. M., somit beträgt die Differenz vom niedrigsten zum höchsten Punkt 745 m.
Die Nachbargemeinden sind Besano, Brusimpiano und Cuasso al Monte in Italien und Brusino Arsizio, Meride und Morcote im Kanton Tessin.

### Bevölkerungsentwicklung
Die Gemeinde Porto Ceresio hat in der Volkszählung von 1991 2959 Einwohner registriert. In der Volkszählung von 2001 wurden 3068 Einwohner registriert. Somit ist die Bevölkerung in der Dekade von 1991 bis 2001 um 3,68 % gewachsen.
Die Einwohner verteilen sich auf 1209 Haushalte. Im Durchschnitt leben also 2,54 Personen in jedem Haushalt.

## Verkehr
Neben einem Bahnhof (Bahnstrecke Varese–Porto Ceresio) ist der Ort auch an die Staatsstraße 344 nach Varese angebunden. Außerdem verkehren Boote der Società Navigazione del Lago di Lugano. Seit 1894 ist der Bahnhof von Porto Ceresio die nördliche Endstation der Eisenbahnstrecke Varese-Porto Ceresio, die ursprünglich vom Mittelmeer-Netzwerk verwaltet und dann an die Staatsbahnen zur Verwaltung übergeben wurde.

## Sehenswürdigkeiten
- Pfarrkirche Sant’Ambrogio[2]
- Museo Etnografico Appiani Lopez[3]
- Linea Cadorna[4]
- Sito paleontologico[5]

## Bildgalerie

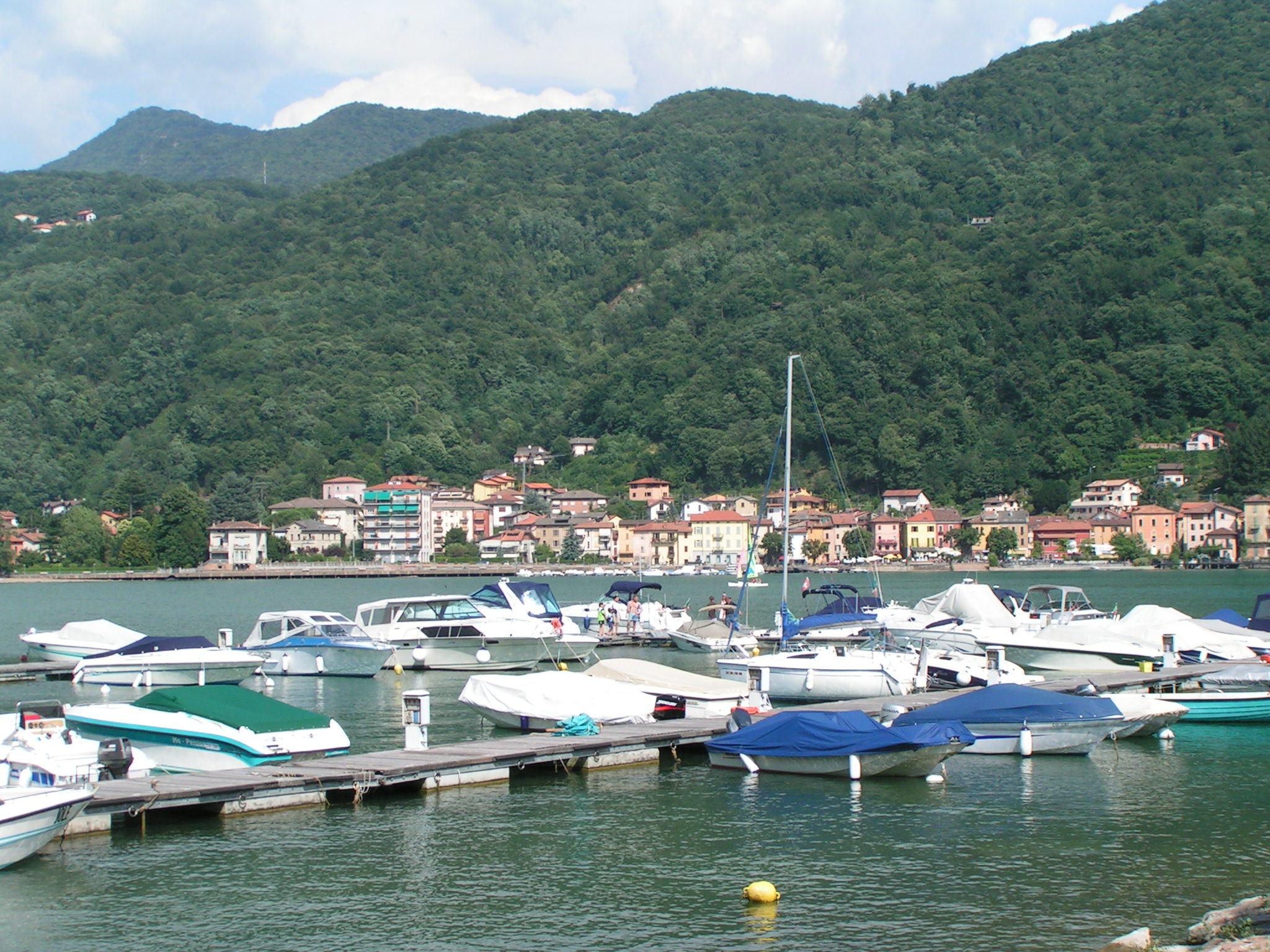
Blick über den Bootshafen auf das Ortszentrum von Porto Ceresio
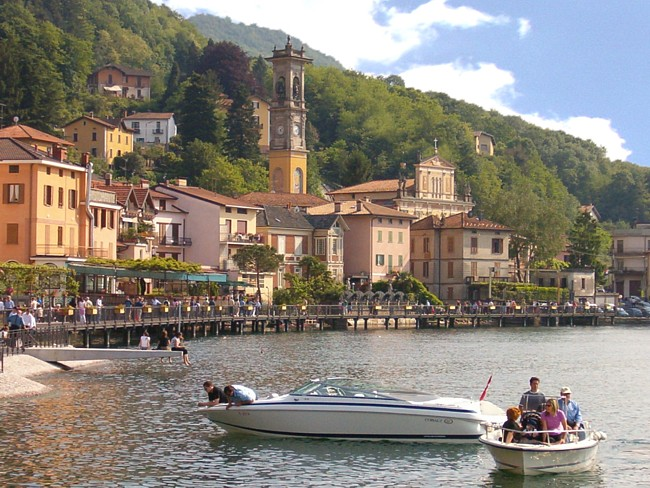
Porto Ceresio
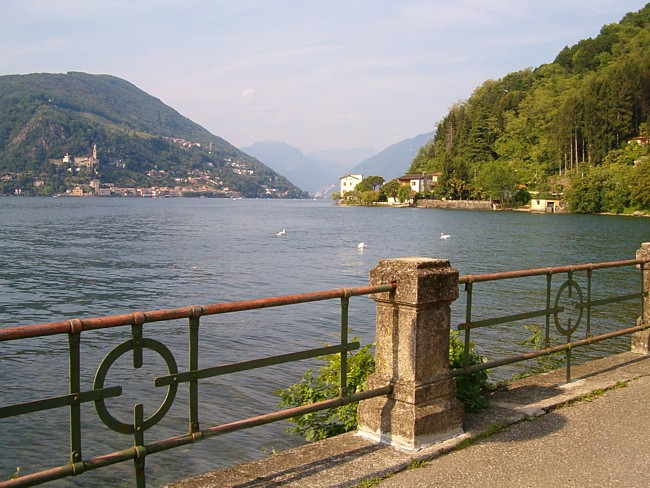
Blick auf Morcote von Porto Ceresio aus
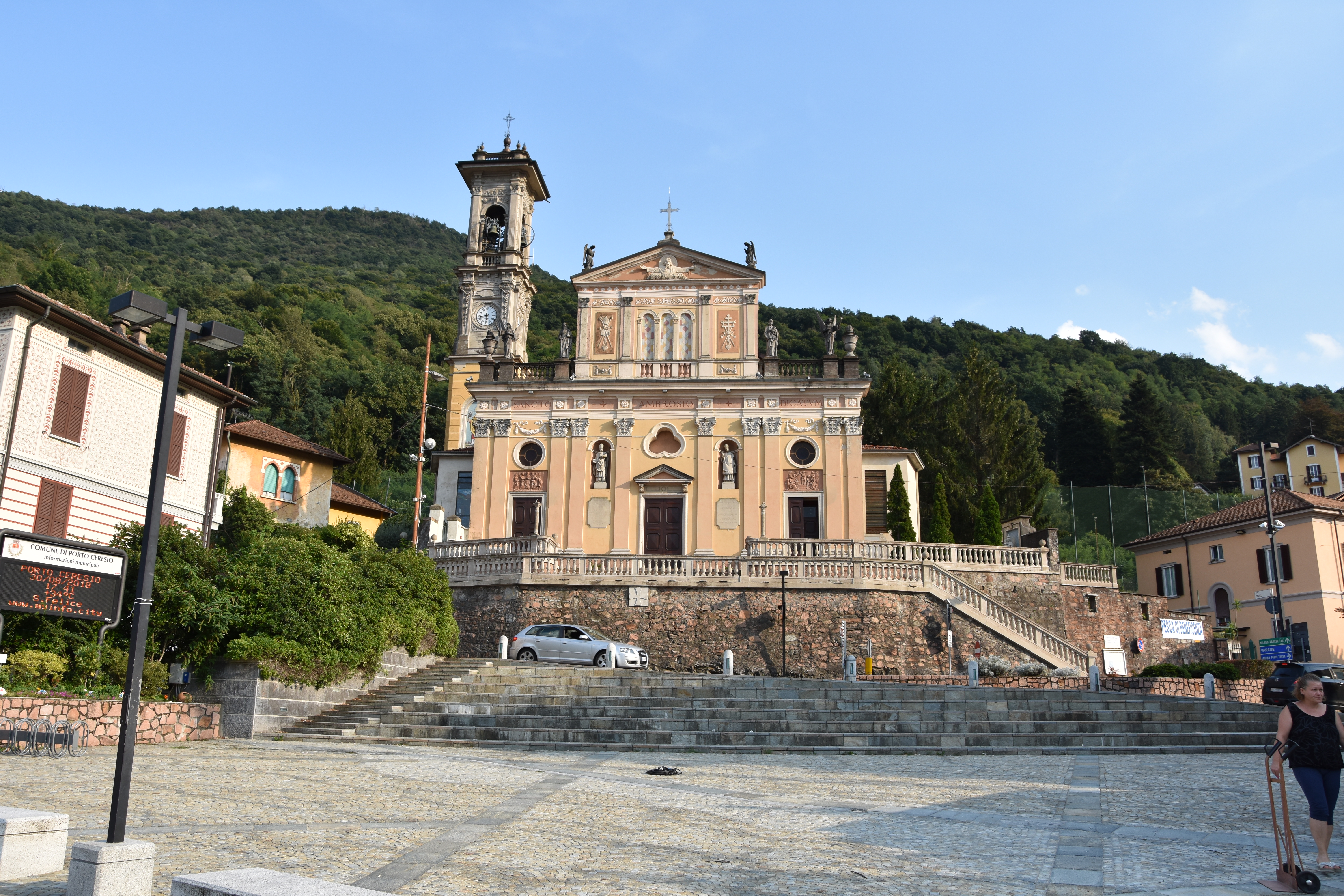
Pfarrkirche Sant’Ambrogio